# Chhaimale
Chhaimale (Nepali छैमले) ist ein ehemaliges Village Development Committee (VDC) in Nepal im Distrikt Kathmandu.
Das VDC Chhaimale liegt 14 km südsüdwestlich der Hauptstadt Kathmandu westlich des Batmati-Flusses im äußersten Südwesten des Distrikts. Ende 2014 wurde Chhaimale in die neugegründete Stadt Dakshinkali eingegliedert.

## Einwohner
Bei der Volkszählung 2011 hatte das VDC Chhaimale 4216 Einwohner (davon 1977 männlich) in 968 Haushalten.